# Milton Berle
Milton Berle, urodzony jako Mendel Berlinger, (ur. 12 lipca 1908 w Nowym Jorku, zm. 27 marca 2002 w Los Angeles) – amerykański aktor i komik.
8 lutego 1960 otrzymał dwie własne gwiazdy w Alei Gwiazd w Los Angeles znajdujące się przy 6263 (telewizja) i 6771 Hollywood Boulevard (radio). Dwukrotny laureat nagrody Emmy jako najbardziej wybitna osobowość kineskopu w 1950 i 1984 został wprowadzony do alei sław Hall of Fame.

## Życiorys
Urodził się w Harlemie w rodzinie żydowskiej jako syn Sarah (z domu Glantz) i Mosesa Berlingerów. Nazywał się Mendel Berlinger, ale w wieku 16 lat wybrał pseudonim Milton Berle. Jego ojciec był sprzedawcą farb i lakierów. Miał trzech starszych braci: Phila, Franka i Jacka.
W 1914 jego matka podjęła dodatkową pracę w studiu filmowym Edisona w New Jersey, a następnie zmusiła 6–letniego wówczas Miltona do występów w rolach drugoplanowych, w tym w serialu Perypetie Pauliny (The Perils of Pauline, 1914) czy w roli gazeciarza w pierwszej w historii pełnometrażowej komedii Zabawny romans Charliego i Loloty (1914), w której wystąpił Charlie Chaplin. Pracował także jako model dziecięcy i był Busterem Brownem dla butów „Buster Brown”. W 1920 pod okiem swojej matki po raz pierwszy trafił na scenę Palace Theatre w wodewilu Floradora.
W 1932 zadebiutował na Broadwayu w musicalu Próżności Earla Carrolla. Po umiarkowanym sukcesie w radiu, w latach 1948–1956 występował jako komik we wtorkowym wieczornym cotygodniowym programie rozrywkowym NBC Texaco Star Theater, który przyniósł mu zaszczytne tytuły „Mr. Television” i „Wujek Miltie”. Występował w kabaretach w Las Vegas: Desert Inn (1964, 1972), Caesar’s Palace (1972), Frontier Hotel (1974) i Sands Hotel (1974), a także Playboy Plaza w Miami Beach (1972) i Hyatt Regency O’Hare w Chicago (1975).
W biograficznym dramacie telewizyjnym ABC Legenda Valentino (The Legend of Valentino, 1975) z Franco Nero wcielił się w postać producenta filmowego Jessego Lasky’ego. W filmie przygodowym Księga baśni (Storybook, 1994) z Williamem McNamarą i Jackiem Scalią zagrał rolę Illuzora. Za rolę Saula Howarda w operze mydlanej dla młodzieży Fox Beverly Hills, 90210 w 1995 był nominowany do nagrody Emmy.
Zmarł 27 marca 2002 na raka jelita grubego w wieku 93 lat.

## Filmografia

### Filmy
- 1920: Znak Zorro jako chłopiec
- 1960: Pokochajmy się – w roli samego siebie
- 1963: Ten szalony, szalony świat jako J. Russell Finch
- 1984: Danny Rose z Broadwayu – w roli samego siebie
- 1985: Wielka przygoda Pee Wee Hermana – w roli samego siebie
- 1989: Ahoj dziewczyny – w roli samego siebie
- 1979: Wielka wyprawa muppetów jako Mad Man Mooney

### Seriale
- 1966: Batman jako Louie Lilac
- 1967: I Dream of Jeannie jako Charles
- 1968: Ironside jako Ross Howard
- 1968: Batman jako strażnik więzienny
- 1971: Mannix jako Danny Brite
- 1977: Statek miłości jako Cyril Wolfe
- 1979: Statek miłości jako Ed „Flash” Taylor
- 1981: Szpital miejski jako Micky Miller
- 1981: Statek miłości jako Zeke
- 1983: Statek miłości jako Pan Fenley
- 1985: Niesamowite historie – w roli samego siebie
- 1985: Statek miłości jako Lionel Cooper
- 1985: Napisała: Morderstwo jako Lew Feldman
- 1987: Statek miłości – w roli samego siebie
- 1992: Bajer z Bel-Air jako Max Jakey
- 1993: Matlock jako Harvey Chase
- 1994: Prawo Burke’a jako Buddy Boyle
- 1995: Roseanne jako transwestyta na weselu
- 1995: Beverly Hills, 90210 jako Saul Howard
- 1995: Pomoc domowa jako wujek Manny Rosenberg
- 1996: Na południe jako Shelley Litvak
- 1996: Jak dwie krople czekolady jako Edgar Boggs